# De Havilland Hornet
de Havilland Hornet var ett tvåmotorigt brittiskt jaktflygplan som konstruerades av de Havilland under andra världskriget. Den blev inte färdig i tid att användas under andra världskriget, men kom i stället att användas under Malayakrisen. Hornet var när den byggdes världens snabbaste propellerdrivna flygplan.

## Utveckling
I slutet av 1941 var de Havillands utvecklingsavdelning klara med utvecklingen av Mosquito som var i full produktion samtidigt som utvecklingen av Vampire låg på is i väntan på en lämplig motor. Man beslutade sig därför att på eget bevåg påbörja arbetet med en bombflygplan som skulle vara större, snabbare och tyngre beväpnad än Mosquito. Ett sådant flygplan skulle kräva kraftigare motorer än de Rolls-Royce Merlin som användes i Mosquito. Men det enda motoralternativet som fanns att tillgå var Napier Sabre som ännu led av dålig tillförlitlighet. År 1942 valde man därför att gå motsatt väg; i stället för ett bombflygplan som var större och snabbare än Mosquito koncentrerade man sig i stället på ett jaktflygplan som skulle vara mindre och snabbare än Mosquito. Genom att konstruera flygkroppen för bara en besättningsman kunde den göras mindre och lättare vilket i kombination med slankare vingar och en kraftigare version av Merlin-motorn gjorde Hornet både snabbare och mer lättmanövrerad än Mosquito.
I slutet av 1942 stod en fullskalemodell färdig i de Havillands fabrik i Hatford. Den demonstrerades för John Moore-Brabazon som var ansvarig för flygproduktionen i Storbritannien. Den vann inget omedelbart stöd, men i juni 1943 fick den klartecken av Luftministeriet. Prototypen började byggas i januari 1944 och genomförde sin jungfruflygning 20 juli samma år. I slutet av 1944 påbörjades serieproduktionen och det första serieproducerade flygplanet levererades 28 februari 1945. Flera prototyper byggdes också varav två marinanpassade med radar och landningskrok men utan fällbara vingar.
Flera olika versioner av Hornet utvecklades efter hand. Det första var spaningsversionen PR 2 där automatkanonerna togs bort och tre kameror monterades i dess ställe. Den fick även utökad bränslekapacitet. Den extra bränslekapaciteten fördes också över till jaktversionen F 3 som dessutom fick möjligheten att bära raketer eller fälltankar under vingarna (den ursprungliga F 1 kunde bara bära bomber). Det fanns även en spaningsvariant där automatkanonerna behölls och kamerorna i stället monterades längre akterut (FR 4).
Den marina varianten Sea Hornet hade vikbara vingar, extra förstärkningar av flygkroppen, förstärkt landningsställ, samt landningskrok och katapultkrokar. Förändringarna lade till 250 kg på vikten vilket tillsammans med att motorerna i Sea Hornet var nertrimmade med 40 hk gjorde att maxhastigheten var 18 km/h långsammare än för en vanlig Hornet. Grundversionen av Sea Hornet hade beteckningen F 20, men det fanns även en nattjaktvariant (NF 21) försedd med en AN/APS-4 centimeterradar i en förlängd nos och en förlängd cockpit med en radarnavigatör bakom piloten. Även en spaningsversion (PR 22) motsvarande PR 2 byggdes också.

## Konstruktion

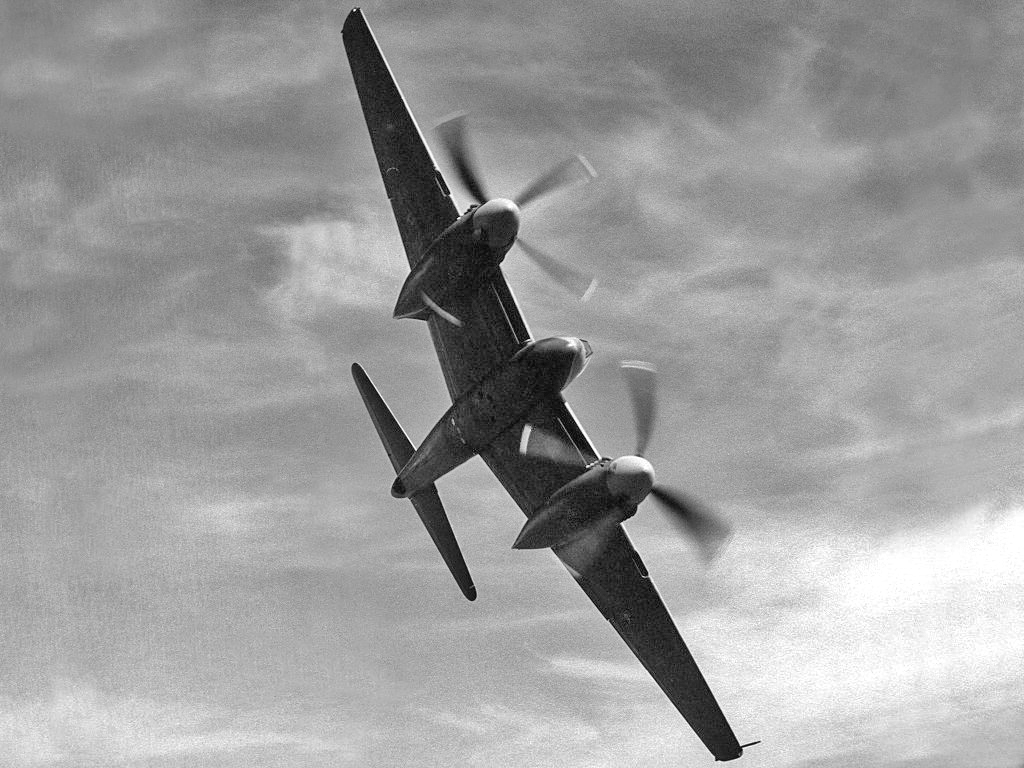
En Hornet i en skarp sväng.

I likhet med Mosquito var Hornet huvudsakligen byggd i trä med en stomme av gran klädd med plywood (björk-balsa-björk) sammanfogad med karbamidformaldehyd. Endast stabilisatorn och vingarnas undersida var tillverkade i aluminium. Trots att vingarna var slankare än på Mosquito var de styvare och kunde därmed klara större G-krafter.
Motorerna var en variant av Rolls-Royce Merlin som var specialbyggd för att ha mindre frontyta än tidigare modeller. Den utvecklade dessutom mer än 2 000 hästkrafter tack vare mer överladdning än tidigare modeller vilket också gjorde den effektivare på hög höjd. Hornet var det första brittiska flygplan med två motorer där propellrarna inte roterade åt samma håll. Motorn i högervingen roterade visserligen medurs, men rotationsriktningen ändrades i reduktionsväxeln. Dessutom hade den kylvattenpumpen på vänster sida och kompressorn på höger sida medan motorn i vänster vinge hade tvärt om. Detta för att kylaren satt innanför motorn medan luftintaget satt utanför.
Huvudbeväpningen bestod av fyra stycken framåtriktade 20 mm Hispano-Suiza automatkanoner monterade under pilotens säte. Dessutom kunde Hornet beväpnas med två stycken 454 kg (1 000 lb) bomber eller åtta stycken RP-3 raketer under vingarna.

## Användning

### Royal Air Force
No.64 Squadron var den första division att utrustas med Hornets 1946. Totalt kom åtta av RAF:s divisioner att få Hornets mellan 1946 och 1955. Den 15 september 1949 satte en Hornet hastighetsrekord på sträckan Storbritannien–Gibraltar med en genomsnittsfart på 574,5 km/h. Rekordet slogs av en annan pilot i samma Hornet under återfärden till Storbritannien tre dagar senare med 701,5 km/h. Samma år kom en Hornet tvåa i sista upplagan av National Air Races i Elmdon. I takt med att jetjaktplan som de Havilland Vampire började tas i tjänst i början av 1950-talet fördes många Hornets över till Fjärran Östern där det bedömdes att deras räckvidd var en större fördel. Det var också där som de sattes in i strid under Malayakrisen där den genomförde precisionsanfall som komplement till bombmattorna från Avro Lincolns. Hornet togs ur tjänst 1965.

### Royal Navy

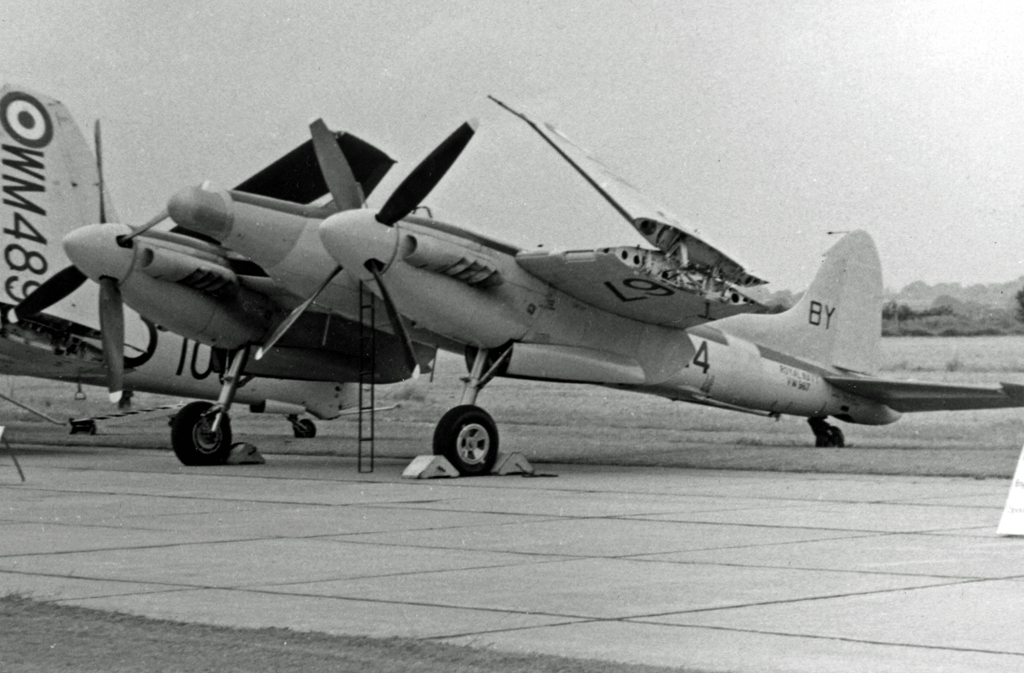
En Sea Hornet NF 21 med den karaktäristiska radarnosen och vikbara vingar.

Den 1 juni 1947 blev No.801 Squadron den första divisionen i Fleet Air Arm att utrustas med Sea Hornets. Det blev dock No.806 Squadron som först tog Sea Hornet till sjöss 1948 ombord på det kanadensiska hangarfartyget HMCS Magnificent. Tre Sea Hornets, två Sea Furies och en Sea Vampire fraktades över till Nordamerika ombord på Magnificent för att delta i flyguppvisningar och försäljningskampanjer. Den första ”riktiga” sjökommenderingen genomfördes dock av No.801 Squadron 1949 ombord på HMS Implacable. Totalt fjorton divisioner kom att utrustas med Sea Hornets. Brittiska flottan gjorde bedömningen att Sea Hornets var för stora för att effektivt kunna användas ombord på Colossus-klassen och de baserades efter 1951 endast på de större hangarfartygen i Illustrious- och Implacable-klasserna. Sea Hornet togs ur tjänst 1957 och skrotades eftersom en del flygplan börjat uppvisa tecken på röta.

### Övriga användare
Endast två flygplan har exporterats, ett till Australien och ett till Kanada, båda av typen Sea Hornet F 20. Den australiska skrotades 1950 medan den kanadensiska såldes till Spartan Air Services 1949. Den skrotades efter ett haveri 11 juni 1952.

## Varianter
- Hornet F 1 – Första produktionsserien. 60 byggda.
- Hornet PR 2 – Fotospaningsversion. 5 byggda.
- Hornet F 3 – Andra produktionsserien med mer bränsle och fler beväpningsalternativ. 132 byggda.
- Hornet FR 4 – Beväpnad spaningsversion. 12 byggda.
- Sea Hornet F 20 – Hangarfartygsversion med vikbara vingar och landningskrok. 79 byggda.
- Sea Hornet NF 21 – Nattjaktversion med två besättningsmän och radarn AN/APS-4. 72 byggda.
- Sea Hornet PR 22 – Fotospaningsversion. 23 byggda.

## Liknande flygplan
- Grumman F7F Tigercat